# Такер, Корин
Ко́рин Ли́за Та́кер (англ. Corin Lisa Tucker; 9 ноября 1972, Юджин, Орегон, США) — американская певица, гитаристка и актриса.

## Ранние годы
Корин Лиза Такер родилась 9 ноября 1972 года в Юджине (штат Орегон, США) и выросла в Гранд-Форксе (штат Северная Дакота). Её отец был фолк-певцом. В начале 1990-х годов училась в Колледже Вечнозелёного штата, где изучала фильмы, политическую экономию и социальные перемены. Хотя группа Sleater-Kinney и была основана в Олимпии (штат Вашингтон), а потом переехала в Портленд (штат Орегон), Корин всё-ещё описывает себя как «девчонка маленького города» из Юджина (Орегон). До создания Sleater-Kinney Такер играла в группе Heartless Martin вместе с Беккой Алби из Exuse 17, участницей которой также была Кэрри Браунстин. Heartless Martin выпустили один мини-альбом, под названием Tonight, изданную небольшим тиражом на лейбле Chainsaw Records.

## Карьера

### Heavens to Betsy
Также Корин была одной из основательниц Heavens to Betsy, влиятельной группы движения Riot Grrrl, которые записали совместный сингл с Bratmobile, и несколько синглов для независимых лейблов. Они часто играли с группой Excuse 17, и обе группы появились в сборнике альбома Free to Fight. Heavens to Betsy выпустили альбом под названием Calculated в 1993 году.

### Sleater-Kinney
После распада Heavens to Betsy Корин создала группу Sleater-Kinney вместе с гитар-вокалисткой Excuse 17 Кэрри Браунстин и подругой Корин, Лори Макфарлейн. Такер была лид-вокалистом и играла на гитаре. Она выпустила 7 альбомов на протяжении 11 лет, пока не сделала перерыв в 2006 году. В марте 2010 года Кэрри сообщила, что Sleater-Kinney воссоединится и выпустит новый альбом. Новый альбом и вправду был выпущен в январе 2015 года, также был проведён тур.

### Cadallaca
Помимо участия в Sleater-Kinney, Корин в то же время работала над сайд-проектом под названием Cadallaca вместе с Сарой Дагер. В 1998 году Cadallaca выпустили свой первый альбом, Introducing… Cadallaca, а уже в 2000 году группа выпустила первый и последний мини-альбом под названием Out West. Обе пластинки были выпущены на лейбле Kill Rock Stars.

### The Corin Tucker Band
В 2010 году Лиза сообщила о записи сольного альбома для Kill Rock Stars, который будет выпущен в октябре 2010 года. Над её сольником так же работали Сара Ланд и Сет Лоринчи. По словам Корин, альбом будет похож на «запись мамы средних лет». Альбом под названием 1,000 Years вышел 5 октября 2010 года. Такер провела туры на обоих побережьях США в поддержку своего нового альбома, а также концерты в других частях страны.
Второй сольный альбом, под названием Kill My Blues, был выпущен 18 сентября 2012 года. Он был поддержан туром по США.

## Личная жизнь
Корин — бисексуалка. Она призналась в этом своим родителям в 19 лет. Недолгое время она встречалась с Кэрри Браунстайн, незадолго после появления Sleater-Kinney, этот факт, стал известен благодаря печально известной статье журнала Spin. Корин назвала эту статью «болью в жопе», и сказала «Мы не просили о личной жизни в интервью. Мы говорили о вещах, которые как мы думали, были действительно важными, и то, что они напечатали означало то, что мы встречались. Просто всё это вылилось в свет как сплетни». Будучи в составе Sleater-Kinney Такер написала песню One More Our о расставании с Кэрри.
Корин вышла замуж за режиссёра Лэнса Бэнгса в июне 2000 года в Исландии. У них есть сын, Маршалл Такер Бэнгс (родился 8 марта 2001 года), и дочь, Глори (родилась в 2008 году).